# ويليام بيل (رجل أعمال)
ويليام بيل هو ضابط وشخصية أعمال كندي، ولد في 1 مايو 1806، وتوفي في 4 أغسطس 1844.